# Философия будущего
Философия будущего — философское направление, конца XX начала XXI веков, развивающие новое определение основного вопроса философии в духе прагматизма. Вместо «поиска истины» — «какое будущее нам следует построить?» Если размышления о вечности определяли философа служителем истины, то разговоры о будущем — должны послужить тому, чтобы эта истина восторжествовала.
Основатель направления Ричард Рорти, считается одним из величайших философов двадцатого века. Но, его известность часто поясняют критикой его учения. А также — предсказанием победы Д. Трампа на президентских выборах в США, за 18 лет до самого события.
Рорти приписывают возрождение философской школы американского прагматизма и вызов традициям аналитической философии. О философии Р. Рорти говорят, как о «гуманистическом взгляде», «гуманистической философии», «либеральной утопии» Рорти. Называют — лингвистической версией философии культуры и ключом к современности.
«Философия будущего» нацелена на достижение консенсуса различных философских культур, благодаря которому должно было возникнуть принципиально новое сообщество и культура, более того — новая реальность, идея человека и смысл жизни, отвечающая требованию современности мыслить в мире без Бога, без истины и без человека.
Стивен Хикс, критик постмодернизма, относит Ричарда Рорти, наряду с Лиотаром, Деррида, Фуко и т. д. — к ведущим постмодернистам первого поколения. Это поколение докторов философии с их «высокими теориями». Ли А. Вьятт включает имя Рорти в число проповедников постмодернизма, наряду указанными выше философами, а также писателем Дугласом Адамсом и передачами МТВ. Алан Кирби, автор концепции «digimodernism» («цифрового модернизма» или «цифромодернизма»), новой парадигмы культуры, сменяющей постмодернизм, пишет, что репрезентативность постмодернизма зависит от иронии, которая также «является ключом к философии постмодерна Ричарда Рорти, где наследует интеллектуальный ландшафт, огороженный основаниями или метанарративами».

Концепция Рорти является своеобразным ключом к современности, и вряд ли будет разумно отказываться от этого ключа, если мы хотим как следует её понять.— А.Е.Рыбас, Ричард Рорти как русский философ

## О философии будущего Рорти

### Основной вопрос[1]
С точки зрения Рорти: «основной вопрос философии представляет всю проблематику мышления в целом, определяя предметность интерпретации и субъективность интерпретатора». Утверждается, что необходимо ответить на этот вопрос, прежде чем размышлять о других, этот основной вопрос всегда остается актуальным и открытым. «На основной вопрос философии нельзя ответить, но на него можно и нужно отвечать, предлагая каждый раз новый ответ, новую интерпретацию сущего и проект своего существования.»

#### Что?
Что есть сущее? Что есть человек? Эти и подобные вопросы считались основными для европейской философии. "Вопрос о «что», будучи нацелен не на конкретное нечто в конкретной ситуации, а на нечто вообще, независимо от места и обстоятельств, предполагает раскрытие сущности, которая мыслится вечной и истинной, потому что полагается вне времени и выражает существо вещи как таковой. Этот метафизический вопрос Рорти считает незаконным и не относящимся к реальным проблемам, с которыми сталкивается философия в наше время.

#### Кто?
Рорти предлагает в качестве нового основного вопроса философии — вопрос «кто мы?» Это вопрос причисления себя к определенному сообществу, для которого «ктойность» определяет правила общежития, благодаря которым это общество существует. «Основной вопрос философии, как его формулирует Рорти, непосредственно связан с основным вопросом нигилистической философии. Спрашивать, кто мы, значит спрашивать, какое будущее нам следует попытаться совместно построить.» «Что намного интереснее изучения метафизических фолиантов, которые ничего не могут нам дать, кроме снобизма и спеси»

#### Зачем?
Очевидно, что вопросы «Кто мы?» и «На что мы можем надеяться?» являются вариациями вопроса «Зачем?». «Противостояние противоположных „точек зрения“ снимается переоценкой их значимости: ценность интерпретации теперь не в том, чтобы более точно соответствовать объективной реальности и репрезентировать тем самым общее, действительное, а в том, чтобы продуцировать уникальное, несводимое ни к чему наличному, только возможное. Grand Narrative как летопись возможного призван служить основой мировой философии будущего.»

### Постмодернистский дискурс[17][18]
Рорти не раз называл себя постмодернистом. По его мнению, существует целостность интерпретатора и интерпретируемого, их тождество. Во время поездки в Европу Рорти увлекся идеями М.Хайдегера, М.Фуко, Ж.Деррида, Г.Гадемера, участвовал в дискуссиях и предпринял атаку на идею «философии, как эпистемологии», одновременно пытаясь навести мосты между европейской и американской традициями, в частности — Уильяма Джемса и Джона Дьюи.

#### Тишизм Рорти
Рорти выступал за «quietism» (душевное спокойствие), которое по его словам, пытается «растворить ничего не решая (dissolve rather then solve)». Термин «dissolve» — растворение несуществующей проблемы, как ее решение.

### Новый прагматизм Рорти[21]
Альтернативные названия: неопрагматизм, постмодернистский прагматизм, неопрагматистская версия постмодернизма, постпрагматизм.

Рорти - прагматический философ, оказавший влияние на постмодернизм, утверждая, что мы должны отказаться от поиска объективной истины.— The Times

#### Рорти резюмирует мысли прагматиковЧ.ПирсаиВитгенштейнао значении слова и понятия.[24]
Ч.Пирс утверждает — «значение понятия определяется суммой практических следствий, из него выводимых». Л.Витгенштейн — «значение слова есть его употребление в языке». «Всякому знаку предшествуют другие знаки… всякой языковой игре — другие языковые игры» — резюмирует Рорти.
Рорти говорит о бесконечном обосновании интуиции интуицией. и находит подтверждение своим выводам у Пирса: «Не существует знания, которое не было бы логически детерминировано предшествующими знаниями».

### Постфилософия[2][19]
Альтернативные названия: постаналитическая философия, постаналитическая традиция американской философии
Философия Рорти считается результатом контакта аналитической философии, подчеркивающей изучение языка и логического анализа понятий с континентальной традицией осмысления языка в русле романтических и гуманистических представлений.

#### Предпосылки постаналитического подхода
Изменения в сознании современного человека потребовали введение в философию новых измерений: конвенции, коммуникации, солидарности. Постаналитическая традиция американской философии была попыткой разобраться в значимости таких позитивистской-лингвистических новаций для переориентации современной мысли.

##### Изменения в сфере изучения интеллекта человека
- В 50-70-х произошел так называемый «натуралистический поворот», который привел к созданию новой когнитивной науки о мышлении.[4]
- Новые открытия в физике, химии, биологии и психологии — полностью изменили философию.[26]

## Критика аналитической традиции философии
Проникнувшись идеями неопрагматизма, а также находясь под влиянием постмодернистских идей Витгенштейна, Рорти выступает с критикой господствующей в англоязычном мире аналитической традиции.

### Критика отождествление объекта с его теорией
Главной особенностью аналитической традиции (аналитической или лингвистической философии) Рорти понимал отождествление объекта с теорией объекта, что снимало вопрос о существовании объективного мира и ограничивало философию анализом логического языка. Проводя ревизию аналитической философии с герменевтической позиции Р.Рорти полагал, что такая философия языка себя исчерпала и главный урок герменевтики заключается в окончательной деэпистемологизации и детрансцендентализации философии в прагматистском духе.

### Слово может иметь несколько значений
Рорти считает, что слово обладает разными значениями, которые меняются в зависимости от дискурсов в которых его рассматривают. И, раз невозможно раз и навсегда установить значение слова, то не может быть и одного решения означаемой им проблемы.

#### Новая герменевтика
Понимание герменевтики Рорти отличается от традиционного. Она есть аналитика экзистенциальности экзистенции, учение о связи человека с миром, но не методология гуманитарных наук и не техника истолкования исторических текстов.

### Истина как миф
Истина истолковывается Рорти, как стершаяся метафора, состоявшаяся ложь или заблуждение, получившее ценностно-нормативный статус. По его мнению, мечта аналитических философов о научности основывалась на вере в возможность обоснования знания и такая Платоновско-декартовско-кантовская традиция, руководствовалась мифом — верила в Истину.

### Деконструкция представлений о сознании, как предмете философии
Взгляды Рорти на сознание классифицируют как элиминативный материализм: сознание как «номонологический бездельник» Поскольку понятие «сознание» не имеет референта и строится только на интуиции о своем собственном Я, проблема сознания должна не решаться, а элиминироваться. Рорти считает ложной не только эпистемологическую, но и этическую традицию.

### Рационалистическая ошибка источника знания
Рорти, приводит мысль Ханса Райхенбаха из книги «The Rise of Scientific Philosophy», о том, что новый научный подход к философии, как отказ от битвы противоречивых мнений и уклонение от предположения сверхъестественного происхождения по моральным стандартам и открывавший путь к истине шаг за шагом, признает в традиционных философских системах историческую функцию задавать вопросы, но не давать решения. Рорти указывает на то, что на примерах философии Платона, Спинозы, Канта и др. — Х. Райхенбах иллюстрирует «рационалистическую ошибку» — рассмотрение источником знания, раскрывающего как физический мир, так и моральную истину — одного лишь разума, без наблюдения.

### Критика идеологической доминанты
При всём своём лидерстве в военной, политической и экономической сферах, США — не открытая в философском отношении страна. Добившиеся мирового признания американские мыслители, это в первую очередь — аналитические философы. Но, такая традиция представляется Рорти утратившей былое значение и оторвавшейся от истории, культуры и общественной жизни. Рорти констатирует, что на кафедрах престижных университетов США, аналитическая традиция философии, отстаивающая ориентацию на науку и представление о логике, как о существе философского знания — превратилась в своего рода идеологическую доминанту.

## Новая постаналитическая традиция философии

### 1) Текст и смысл

#### Понимание текста, как переинтерпретация его интерпретации
Текст, учение, традиция изначально не имеет внутреннего смысла, поэтому его нельзя постичь. Цель репрезентации — в создании смысла заново. Главное, что определяет пространство смысла человеческих слов — то, что их произносит человек. Единственный модус существования которого состоит в понимании предистолкованной реальности. Рорти считал, что понятный и провоцирующий интерпретации текст всегда предшествует автору. Текст всякий раз создается заново и существует только в силу отнесения его к другим текстам, за которыми вся совокупность смыслов действующих словарей.

##### Разрыв между словом и вещью
Метафоричность языка, как принципиальный разрыв между словом и вещью. Существуют только интерпретации, поэтому понимание есть переинтерпретация интерпретации.

###### Какова сущность числа 17?
Рорти, приводит пример числа 17. Вы можете предложить разные описание этого числа, и они будут качественно отличаться друг от друга. Ни одно из этих описаний не является более адекватным представлением о том, что на самом деле является числом семнадцать. Ни одно из описаний не фиксирует «внутреннюю сущность» числа 17. Выбор между ними — это вопрос решения, какое из описаний является лучшим инструментом для той цели, которую мы имеем в виду в конкретном случае.
Рорти предполагает, что настолько же трудно быть эссенциалистом в случае столов, ценностей, правды, звёзд, электронов, людей, академических дисциплин, социальных институтов и т. д. Он утверждает, что мы ничего не можем узнать, кроме структуры отношений этих объектов. Таким образом, все утверждения об объектах являются неявным или явным выражением их отношения к одной или нескольким частям Вселенной. Поэтому, нетрадиционная версия неопрагматизма Рорти позволяет нам рассматривать все теории, созданные до сих пор человеческой культурой, как «измерение измерения». То есть, например, видеть физику — литературным жанром или, если хотите, с другой точки зрения, видеть литературу или философию — способом проведения исследований, имеющих ту же основу, что и физика.

#### Традиция
Традиция понимается деметафоризацией, умиранием живых метафор и превращением их в застывшие истины, которые не могут считаться характеристиками бытия, поскольку являются лингвистическо-смысловыми конструктами, продуктами поэтического творчества. Провозглашается ироничное отношение к традиции, демифологизация и её дальнейшее утилитарное использование.

#### История
Признание историзма случайностью. Самодостаточность и недолговечность словарей. Отрицание телеологии и утверждение права на безграничное творчество.

#### Литературная критика(диалектика)
Понимается искусством экспериментирования с текстом и соотношением (игрой) одних конечных словарей с другими. Реконтекстуализация — помещение оригинальным мыслителем своих предшественников в новый контекст.

#### Беспочвенность философии
Рорти не оспаривает здание философии, но считает, что у этого здания отсутствует фундамент критериев различия истинного и ложного, а сама философия представляет собой языковую игру и вполне может быть частью культуры, наподобие литературного жанра или критики.

#### Обоснование знания вместо поиска его основания
Сущность философии, в традиционном понимании — поиск оснований. Отказываясь от которых философ отказываемся от философии, то есть перестает быть философом, в существовавшем ранее понимании.

### 2) Ирония это анти-метафизика

#### Языкиреальность
Отвергая идею о том, что предложения или убеждения являются «истинными» или «ложными» в любом смысле, кроме успеха в рамках широкой социальной практики, Рорти выступал против представления о том, что основная функция языка — представлять или изображать фрагменты объективно существующей реальности.

#### Борьба с метафизикой
В метафизике отвергал как реализм, так и идеализм, как результаты ошибочных предположений о языке.
Вслед за Л.Витгерштейном Р.Рорти убеждается в том, что подход к философии как метафизике себя исчерпал.
В связи с чем Е.Ускова высказывает мнение, что Рорти излагает мысль Канта о том, что склонность к метафизике присуща человеческому разуму. Но если Кант считает метафизику необоснованным выходом человеческого разума за пределы опытного знания, и попыткой судить о том, что он заведомо не может знать, то Рорти говорит о том, что сущности за пределами реального человеческого опыта не могут быть познаны, потому, что сомнительно само понятие «познания» Канта и других философов.

#### Ирония и творческие способности
Согласно Рорти ирония является характеристикой индивидуума, воплощающей творческие способности к «переписыванию» своего положения и своей жизни в целом. Позволяет быть причиной самого себя.

##### Но, подлинная ирония — удел творческого меньшинства, авангарда человеческой расы.
Именно меньшинство создает новые «переописывания», новые слова и новые словари.

##### Солидарность
Важная характеристика культуры и общества в целом. Её формирование в гораздо большей степени зависит от воспитания и развития чувств, чем от состояния разума или рассудка. Она покоится на всеобщем уважении прав человека, на торжестве таких ценностей, как равенство, достоинство и братство, которые зависят от доброй воли людей.

### 3)Разговор, какнадежданасоглашение, вместо поискаистины

#### Борьба с эпистемологией
В эпистемологии Рорти выступал против обосновании знания утверждениями, не требующими обоснования. Выступал против философского исследования истины. Вместо этого понимал роль философии — в проведении интеллектуального «разговора» между контрастирующими, но равноправными формами интеллектуального исследования, включая науку, литературу, политику, религию и многие другие, с целью достижения взаимопонимания и разрешения конфликтов.

##### ВзглядРортинаправлен на новый смысл мудрости, как способность продолжать разговор ради надежды на достижение соглашения.[37]
Каждый человек имеет право строить свой собственный мир, со своими правилами, по которым будет жить он сам, как постоялец этого мира. Согласовывая свою деятельность с другими людьми-мирами, через установление отношений подобных отношениям между различными дискурсами. Поэтому на передний план выходит герменевтика, которую Р.Рорти понимает как разговор, при котором существует надежда на соглашение, к которому люди могут прийти, но не по причине общности критериев решений вопросов, а только потому что они — люди.
И этот новый подход необходим, в первую очередь к самой герменевтике — которая должна стать учением о связи человека с миром, вместо методологии гуманитаристики или техники истолкования исторических текстов.

#### Поиск согласия между различнымидискурсами
В постаналитической традиции, целью философии Рорти понимает не поиск истины, как было в прежних традициях, но разговор и коммуникацию, но не на основе поисков основания, объединяющего в общей для всех рациональности, но на основе герменевтики, для которой рациональность заключена в преодолении эпистемологии. Наука и философия, понимаются одними из способов такой герменевтической коммуникации.
Истинность интерпретации — создание разветвленной сети смысловых отношений. Размышление важнее постижения или раскрытия истины, потому что оно определяет существование человека.

#### Нормальный и анормальныйдискурсы
Рорти говорит о необходимости альтернативы философии, о делении на системную (систематическую), представляющую нормальный дискурс и наставительную, представляющую анормальный дискурс. По мнению Рорти разными могут быть не только смыслы слов, но значения, что прежней лингвистической философией отрицалось.

### Рорти о религии, политике, науке, искусстве и арт-критике

#### О религии
Говоря о религии, Рорти подчеркивает, «ни те, кто утверждают и ни те, кто отрицают существование Бога, не могут правдоподобно утверждать, что у них есть доказательства их взглядов».

#### О политике
В политике Рорти выступал против программ как левых, так и правых в пользу традиционного левого «буржуазного либерализма». Рорти говорит: "Цель социальной организации — дать каждому шанс на самосовершенствование в меру своих способностей и что цель, помимо мира и богатства, требует ещё и «буржуазных свобод».

#### Об искусстве
«Мое видение утопии» — говорит Рорти — «предполагает, что в качестве центральной сферы культуры — искусство и литература стали преемниками науки, так же как наука, XVII-XIX веках, стала преемницей религии».
Рорти сравнивает поэтическую метафору, с «потрясающими визуальными образами»: «На первый взгляд они не имеют никакого смысла, но они как-то странно привлекательны, а затем постепенно им дают смысл, постоянно используя их снова и снова, и помещая во все больше и больше контекстов, пока они не станут достаточно знакомыми. В конечном счете, это как если бы они просто имели буквальный смысл».

##### Об арт-критике
В интервью журналу Флеш Арт Рорти говорит о бесполезности философии прагматизма как для водопроводчика, так и для художественного критика. Критик может заставить произведение искусства резонировать с понятиями смысла и истины, но это будет подменой «точного представления» — «способом справиться с реальностью и духом». «Можно быть прагматиком и при этом — одним из 19-ти видов искусствоведов.»

## Персоналии

### Основатель направления —Ричард Рорти
Ричард МакКей Рорти (1931—2007) — американский философ-прагматик и общественный деятель. С 1956 года — доктор философии Йельского университета. Преподавал в Колледже Уэллсли, в Принстонском и Вирджинском университетах.

### Последователи
По мнению основателя направления — «главным образом в Оксворде». Последователем Р.Рорти в критике аналитической философии, а также — критиком самого Рорти называется Р.Шустерман.

### Исследование эпистемологического релятивизма
Имя Р.Рорти включается в ряд исследователей эпистемологического релятивизма: Питер Винч, Томас С. Кун, Пауль К. Фейерабенд.

## Сторонняя авторитетная оценка

### Критика прагматиков и аналитиков, обвинение в
- «вульгаризация прагматизма» (С.Хаак);
- игнорировании "имманентных реалистических интуиций Дьюи (Т. Левин);
- «иррационализме» (С. Хук);
- методологическом «релятивизме» и «анархизме» (Д. Гуинлок);
- не имеющих ничего общего с научными подходами к познанию, культивировавшимися Дьюи и его последователями, в антиреализме (Ч. Хартшорн);
- непонимании философии прагматизма вообще и инструментализма Дьюи в частности (Дж. Стур);
- редукционизме (Ф. Фаррел, Ж.-К. Вольф);
- квази-философии, характеризуя его тексты как хороший пример того, как вообще не следует философствовать. Превалирующей тенденцией критики Рорти является изложение его взглядов с целью показать несостоятельность неопрагматизма, как философской доктрины в целом.[19]
- Хилари Патнэм сомневается в способности Рорти поддерживать его право быть прагматичным реалистом. Также еще есть много примеров критики.[21] Рорти считают «перебежчиком» и отказываются признать правомерность его выводов относительно «прагматизации» аналитической философии (Д. Дэвидсон, У. Куайн, X. Патнэм).[19]

Сам Рорти отрицал обвинения в релятивизме и субъективизме, заявляя, что отвергает термины, которые эти доктрины предполагают. Тем не менее, некоторые критики утверждали, что его взгляды в конечном итоге приводят к релятивистским или субъективистским выводам, независимо от того, хотел Рорти охарактеризовать их в этих терминах или нет.

### КритикаРичарда Шустермана
Концепция Рорти, отдавая предпочтение «рортовско-фаустовскому» жанру, не «принимает в расчет» существования других жанров «эстетической жизни»:
1. Наслаждение красотой, «созерцание и потребление прекрасных объектов».
2. Не столько «потребление» эстетического, сколько романтическое (классическое) стремление человека превратить свою жизнь в произведение искусства.[47]

По мнению Шустермана существует «не-рортовская» перспектива эстетической жизни, сочетание первого и второго жанра. Критикуя Рорти, Шустерман обосновывает свою версию «эстетической жизни», предлагая более плюралистическую трактовку эстетической жизни, для которой характерно более традиционное понимание эстетического.

### Критика Славоя Жижека
Жижек настаивает на том, что мы не живем в пост-идеологическом мире, как утверждают такие фигуры, как Тони Блэр, Даниэль Белл или Ричард Рорти. Для понимания современной политики необходимо другое понятие идеологии, которая не столько исчезла из политического ландшафта, сколько стала самостоятельной.

## Оценка в России
Спектр оценок доктрины Рорти в России — от восторженных, как одной из вершин современной философии, с которой обязательно необходимо познакомить российского читателя, до сомнения в значимости.

### Популярность в качестве примера анти-философии
Сегодня Рорти остается одним из самых издаваемых, цитируемых и критикуемых авторов. Однако, его тексты скорее являют собой пример анти-философии, образец того, как не следует философствовать.

#### Нетипичный продукт постмодернистской эпохи
Рорти бросил постмодернисткий вызов традиции рационалистической мысли, который требует выработки контраргументации. Такой проект реконструкции западной философии, как и радикально-критическая оценка ее состояния — довольно нетипичны (как по содержанию, так и по форме) для англосаксонской аналитической традиции и представляют собой специфический «продукт» так называемой «постмодернистской эпохи».

## Влияние на развитие науки
- Новая парадигма научного знания, рождению которой способствовал Р.Рорти может быть названа конвергентной.[43]
- «Критика творчества Рорти усматривает в нем авангардистские мотивы — переклички с „методологическим анархизмом“ Фейерабенда, идеей „двух культур“ Чарльза Сноу, идеями экзистенциализма, постмодернизма, с новациями контркультуры и др. Но философию Рорти вполне можно рассматривать новым витком в развитии давней — романтической — традиции европейской мысли. И характерной для нее интенции покончить с вечными колебаниями философии между наукой и искусством, упрятав ее, как разновидность литературного искусства, под зонтик последнего».[9]
- Состоявшийся в 1997 г. визит Ричарда Рорти в Россию по приглашению Института философии РАН вызвал рост интереса к творчеству американского прагматиста.[50]